# Наполеон III
Шарль Луи́ Наполео́н Бонапа́рт (фр. Charles Louis Napoléon Bonaparte), именовавшийся Луи-Наполеон Бонапарт (Louis-Napoléon Bonaparte), позже — Наполеон III (Napoléon III; 20 апреля 1808 — 9 января 1873) — французский государственный и политический деятель, первый и единственный президент Второй Французской республики в 1848—1852 годах, первый и единственный правитель Второй Французской империи в 1852—1870 годах.
Племянник Наполеона I после ряда заговоров с целью захвата власти и революции 1848 года был демократически избран первым французским президентом. Совершив государственный переворот (1851) и устранив законодательную власть, под видом «прямой демократии» путём плебисцита установил авторитарный полицейский режим и ещё через год провозгласил Вторую империю. После десяти лет консервативной диктатуры Французская империя, ставшая воплощением идеологии бонапартизма, перешла к расширению политических свобод (1860-е годы), что сопровождалось подъёмом национальной экономики и культуры. В этот период барон Осман провёл масштабную реконструкцию Парижа. Популистский характер личной власти императора, как и бонапартистские традиции, толкали Вторую империю к агрессивной внешней политике. Первоначальные успехи (Крымская война, Австро-итало-французская война) к 1860-м годам сменились неудачами (Англо-франко-испанская интервенция в Мексику, Люксембургский кризис). Через несколько месяцев после принятия либеральной конституции 1870 года, вернувшей права парламенту, конец правлению Наполеона положила Франко-прусская война, в ходе которой император попал в германский плен и во Францию так и не вернулся.
Наполеон III был первым президентом и последним монархом Франции.

## Биография

### Ранние годы
Получил при рождении имя Шарль Луи Наполеон. Крещён 4 ноября 1810 года в часовне дворца Сен-Клу. Своего отца, Людовика Бонапарта, почти не знал, так как политический брак его родителей был несчастливым, и его мать, Гортензия де Богарне, жила с мужем раздельно. Через три года после рождения Луи Наполеона у неё родился незаконный сын, Шарль де Морни (отцом которого был побочный сын Талейрана). Сам Луи Наполеон был признан своим отцом, хотя впоследствии во враждебной ему литературе (между прочим, у Виктора Гюго) высказывались сомнения в законности его рождения, и не без фактических оснований. С самого детства Луи Наполеон восхищался своим знаменитым дядей, пытаясь ему подражать всю жизнь, по натуре он был человек добрый, мягкий. Человек страстный и, вместе с тем, полный самообладания (по выражению Гюго, голландец обуздывал в нём корсиканца), он с юности стремился к одной заветной цели, уверенно и твёрдо расчищая дорогу к ней и не стесняясь при этом в выборе средств.
Всю свою молодость, Луи Наполеон провёл в скитаниях, которые, впрочем, не были сопряжены с материальными лишениями, так как его мать успела скопить громадное состояние (в наследство от императрицы Жозефины и благодаря поддержке брата Эжена она получила 3 миллиона франков с годовой рентой 120 000 франков). Королева Гортензия не могла больше оставаться во Франции после падения Наполеона I, из германских государств её тоже изгоняли, и потому она, переменив несколько мест жительства, купила себе за 30 000 флоринов полуразрушенный замок Арененберг в швейцарском кантоне Тургау, на берегу Боденского озера, который за свой счет перестроила в виллу, где и поселилась вместе с двумя сыновьями. Луи Наполеон во время этих скитаний не смог получить систематического школьного образования, хотя и посещал некоторое время гимназию в Аугсбурге. Его личными воспитателями (кроме матери) были аббат Бертран и Филипп Леба, сын якобинца. В Швейцарии Луи Наполеон поступил на военную службу и был капитаном артиллерии. Результатом изучения им военного дела явились его брошюра «Considérations politiques et militaires sur la Suisse» (Paris, 1833) и книга «Manuel d’artillerie» (Paris, 1836; обе работы перепечатаны в собрании его сочинений).
В 1830—1831 годах Луи Наполеон вместе со своим старшим братом Наполеоном-Луи принял участие в заговоре моденского революционера Чиро Менотти и в экспедиции в Романью; целью экспедиции было уничтожение светской власти пап, освобождение из заключения сына Наполеона Бонапарта и провозглашение его королём Италии. После неудачи экспедиции, во время которой от заражения корью погиб его старший брат, Луи Наполеону удалось с английским паспортом бежать через всю Италию во Францию, откуда он был немедленно выслан.

### Первые шаги во власть
В 1832 году умер герцог Рейхштадтский, и к Луи Наполеону перешла роль преемника наполеоновских идей и притязаний. В своих брошюрах принц выражает стремление к власти и пишет: «Если бы Рейн был морем, если бы добродетель была единственным стимулом человеческой деятельности, если бы лишь заслуги прокладывали путь к власти, я бы стремился к республике». Среди всех форм государственного правления, в те времена он предпочитал монархическую форму, которая, вместе с тем, осуществляла бы республиканские принципы, в своих трудах он указывает: «Народ, законодательный корпус, император — вот три власти, которые должны существовать в государстве … Народ имеет право избрания и право санкции, законодательный корпус — право обсуждения законов, император — исполнительную власть. Страна будет счастлива, когда гармония будет господствовать между этими тремя властями… Гармония между правительством и народом существует в двух случаях: или народ управляется по воле одного, или один управляет по воле народа. В первом случае это — деспотизм, во втором — свобода». Правительство короля Франции Луи Филиппа не придавало серьёзного значения молодому претенденту на власть, но враги правительства, как из республиканского (Арман Каррель, впоследствии Жорж Санд), так и из легитимистского лагеря (Шатобриан), веря в личную честность и патриотизм Луи Наполеона или рассчитывая воспользоваться им для низвержения существующего правительства, раздували его значение и распространяли его славу.

#### Страсбургский заговор
В 1836 году Луи Наполеон сделал легкомысленную попытку захватить власть. При помощи своего сторонника, бывшего офицера Персиньи, он устроил заговор в Страсбурге, к которому привлёк нескольких офицеров, в том числе полковника Водре, командовавшего одним из артиллерийских полков страсбургского гарнизона. 30 октября Луи Наполеон, накануне приехавший в Страсбург, явился в казармы полка в костюме, напоминавшем костюм Наполеона I, с исторической двууголкой на голове; его сопровождала свита, состоявшая из заговорщиков, которые несли императорского орла. Водре ожидал его во главе солдат, которым он только что раздал деньги. Увидев Луи Наполеона, Водре воскликнул, что во Франции вспыхнула революция, Луи Филипп низложен и власть должна перейти к наследнику великого императора, которого Водре назвал Наполеоном II. Солдаты приветствовали претендента возгласами: «Да здравствует император!». В другом полку недостаточно обработанные заговорщиками солдаты арестовали Луи Наполеона и его сторонников. Луи Филипп освободил его из тюрьмы, ограничившись высылкой в США (через Бразилию). Участники заговора были преданы суду, но, ввиду состоявшегося уже освобождения главного заговорщика и повинного письма, зачитанного на суде, в котором Луи Наполеон каялся в своём преступлении, восхвалял великодушие и милосердие короля и просил о пощаде для своих сторонников, суду оставалось только оправдать их всех.
В 1837 году Луи Наполеон вернулся из Америки в Европу и поселился в Швейцарии рядом с умирающей матерью. После кончины Гортензии он, по требованию французского правительства, из-за публикации во Франции книги участника страсбургского выступления вынужден был оставить континент и переселился в Англию.

#### Булонская высадка и тюремное заключение
В 1840 году, когда правительство Тьера с согласия Луи Филиппа своим решением перевезти тело Наполеона I во Францию, дало новый толчок распространению наполеоновского культа, Луи Наполеон счёл своевременным повторить свою попытку захвата власти. Он заложил Аренберг и нанял пароход, организовал в Лондоне экспедицию и, привлекши на свою сторону нескольких офицеров булонского гарнизона, 6 августа 1840 года высадился в Булони. По городу были распространены прокламации, в которых правительство обвинялось в резком повышении налогов, в разорении народа, в нелепой африканской войне, в деспотизме и давалось обещание, что Луи Наполеон будет «опираться единственно на волю и интересы народа и создаст непоколебимое здание; не подвергая Францию случайностям войны, он даст ей прочный мир». Не ограничиваясь костюмом, шляпой и обычными знаками императорского достоинства, Луи Наполеон имел при себе приручённого орла, который, выпущенный в определённый момент, должен был парить над его головой. Но этот момент так и не наступил, так как вторая попытка окончилась ещё плачевнее, чем первая. Солдаты первого же полка, которому представился Луи Наполеон, арестовали его и его сторонников, причём Луи Наполеон, во время свалки, выстрелил в одного из солдат. Заговорщики были преданы суду палаты пэров; в числе защитников выступили Берье, Мари, Жюль Фавр. Пэры, обычно чрезвычайно суровые к подсудимым республиканцам, отнеслись весьма снисходительно к бонапартистам и приговорили Луи Наполеона к не существовавшему во французском кодексе наказанию, а именно к пожизненному тюремному заключению без ограничения прав.

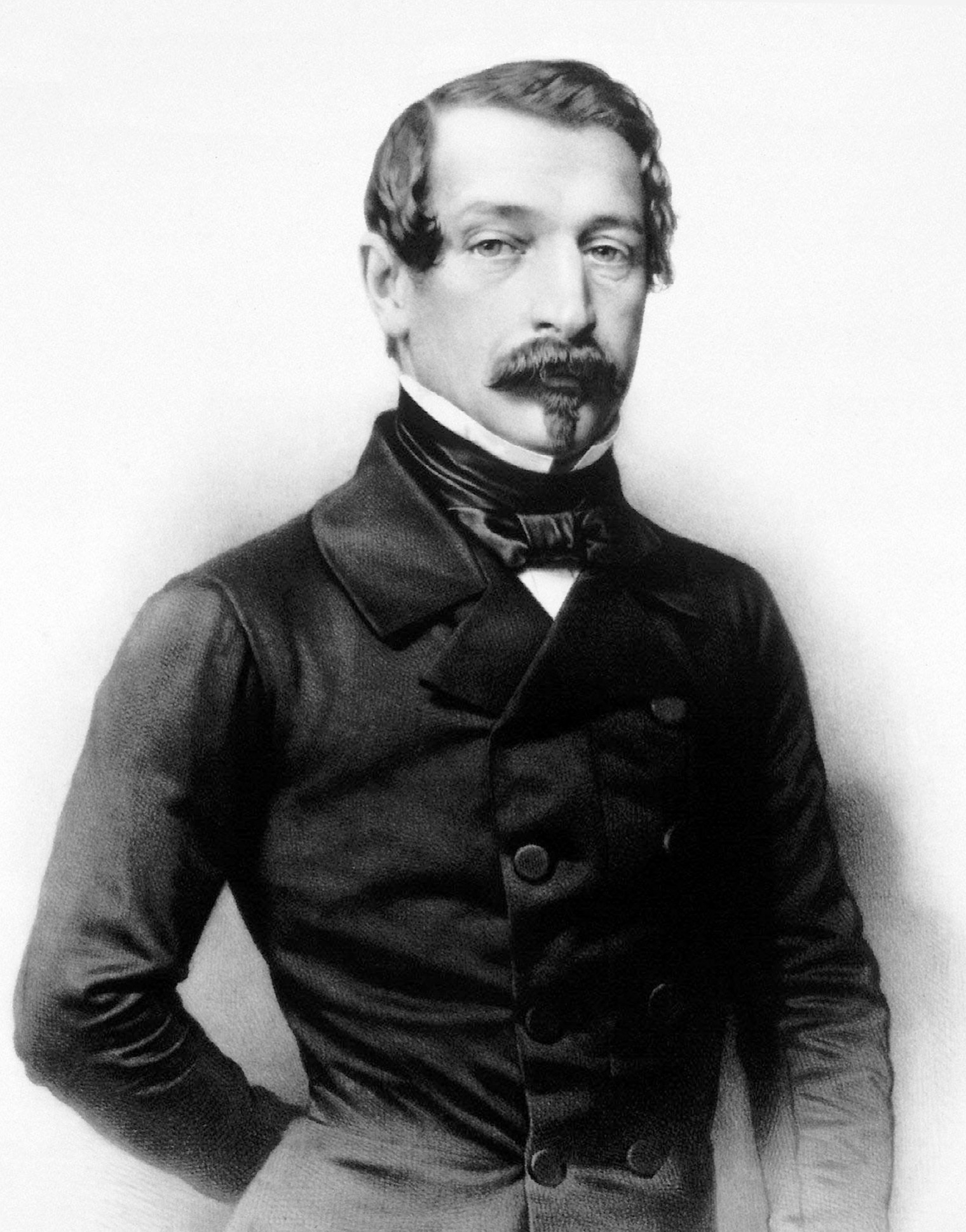
Шарль Луи Наполеон

Шарль Луи Наполеон был посажен в крепость Гам (фр. Forteresse de Ham), где провёл 6 лет. Он пользовался там весьма значительной свободой: принимал друзей, много читал, писал статьи, печатал книги. Преувеличенные журналистами, страдания гамского узника привлекли на его сторону многочисленных друзей; в это время даже возникло несколько органов печати, задавшихся специальной целью пропагандировать его идеи. Наибольшие услуги ему оказал «Progrès du Pas-de-Calais», редактор которого, искренний республиканец Де-Жорж, верил, что ошибки Луи Наполеона искуплены его страданиями и что «он более не претендент, но член нашей партии, боец за наше знамя». В этом журнале много писал сам Луи Наполеон. Во время своего заключения Луи Наполеон значительно пополнил своё недостаточно систематическое образование. Главные его работы, опубликованные за это время, — трактат «Analyse de la question des sucres» (Париж, 1842) и брошюра «Extinction du paupérisme» («Об искоренении нищеты», 1844). Эта последняя заключает в себе критику экономических отношений, приводящую к тому, что «вознаграждение за труд зависит от случая и произвола… Рабочий класс не владеет ничем; его нужно сделать собственником». С этой целью Луи Наполеон предлагает довольно фантастический, хотя и подкреплённый статистическими таблицами план организации за счёт государства многочисленных ферм, на которых были бы поселены пролетарии. Брошюра, составленная под несомненным влиянием посещавшего его в заключении Луи Блана, вызвала сочувствие к Луи Наполеону у многих социалистов. Во время тюремного заключения в крепости принц успел стать отцом двоих сыновей — Александра, впоследствии граф Лабенне, и Эжена, впоследствии граф Оркс — от своей горничной и швеи Элеоноры Верго. В 1846 году Луи Наполеон, переодевшись рабочим, с доской на плече, успел, при помощи друзей, бежать из крепости и перебраться в Англию. Там он сошёлся с Гарриет Говард (1823—1865), актрисой, выбившейся в высший свет, получившей состояние от одного из любовников и имевшей множество полезных знакомств. Благодаря её финансовой поддержке (а также установившимися у неё хорошими отношениями с его незаконнорождёнными сыновьями, заботу о которых она взяла на себя) принц смог осуществить свои политические амбиции.

### Революция 1848 и приход к власти
После революции 24 февраля 1848 года Луи Наполеон поспешил в Париж, но временное правительство в лице его руководителя Ламартина вежливо приказало ему покинуть столицу, пока ситуация в революционном городе не нормализуется. Друзья и сторонники предлагали Луи-Наполеону остаться и даже попытаться взять власть, но принц, оценивая ситуацию, предпочёл выразить лояльность Республике. Он не стал выдвигаться на первых выборах в Национальное собрание в апреле 1848 года, хотя тогда же в собрание прошли трое членов семьи Бонапарт — Жером Наполеон Бонапарт, Пьер Наполеон Бонапарт и Люсьен Мюрат. В мае 1848 года он был избран депутатом в четырёх департаментах, в том числе и в департаменте Сены; но отказался от полномочий. Его последователи были в основном левые — от крестьянства и рабочего класса. Его брошюра «Об искоренении нищеты» была широко распространена в Париже, и его имя стало ассоциироваться с социалистами. Дошло до того, что правые деятели Временного правительства Ламартин и Кавеньяк обдумывали целесообразность ареста принца, но Луи Наполеон упредил их действия, обратившись к Ламартину с пылким воззванием, в котором заверил последнего в своей поддержке правительства. Во время июньского восстания рабочих принц вновь скрылся в Лондоне, заняв выжидательную позицию, что позволило ему умело дистанцироваться как от участников восстания, так и от причастных к жестоким расправам над восставшими, при этом заработать себе «политические очки» и совершенно незаметно начать налаживать связи с лагерем консерваторов.
В сентябре, избранный вновь в пяти департаментах, он наконец вступил в учредительное собрание 24 сентября. В своих редких публичных речах и куда более многочисленных посланиях этого периода заявлял, что мог выставлять свои претензии наследника империи только при власти Бурбонов; но ввиду республики, основанной на воле всего французского народа, он отказывается от этих претензий и, как верный слуга народа, является истовым и убеждённым республиканцем. От парламентских голосований по принципиальным вопросам он воздерживался. Оратором принц был неважным, говорил монотонно и медленно, что усугублял лёгкий немецкий акцент — следствие швейцарского воспитания. Оппоненты откровенно высмеивали Луи Наполеона, называя «индейкой, считающей себя орлом».
В ноябре 1848 года выступил кандидатом на пост президента республики. Его избирательный манифест, не давая ни одного определённого обещания, старался неопределёнными фразами вызвать одобрение и поддержку у всех партий; он обещал «по прошествии четырёх лет передать своему преемнику власть — твёрдой, свободу — неприкосновенной, прогресс — осуществившимся на деле», говорил о покровительстве религии, семье, собственности, о свободе вероисповеданий и идеологий, об экономии, о мерах в пользу рабочих (прежде всего программы общественных работ взамен упразднённых Национальных мастерских и некоторое пенсионное обеспечение). Принц смог привлечь симпатии левых избирателей, выразив согласие дать амнистию участникам июньского восстания.
Его агенты избирательной кампании, многие из которых были ветеранами наполеоновской армии, свято и добросовестно верившие в принца, развили бурную агитационную деятельность в провинции, обеспечив Наполеону поддержку по всей стране в самых широких слоях населения, прежде всего крестьян, недовольных ростом цен, безработных, мелких предпринимателей и собственников, желавших политической стабилизации и экономического процветания, и даже либеральной интеллигенции, недовольной военным правлением Кавеньяка. Он сумел заработать неохотное одобрение у влиятельного противника — вождя орлеанистов Тьера, который посчитал, что принц может быть легко контролируемым на посту президента. Тьер назвал его «наименее худшим из всех возможных кандидатов», хотя в узком кругу однопартийцев высказался более откровенно: «Мы будем направлять этого кретина». Луи Наполеон завоевал поддержку газеты «Событие» (l’Evénement) Виктора Гюго, который заявил: «У нас есть уверенность в нём. Он несёт великое имя».
10 декабря произошло голосование; Луи Наполеон получил 5 430 000 голосов, против 1 450 000, полученных генералом Кавеньяком, и 440 000 — остальными кандидатами. Это были первые прямые (хотя и не всеобщие, ввиду существования имущественного и полового ценза) выборы главы французского государства. Следующие прямые президентские выборы были проведены лишь в 1965 году, спустя 117 лет.

### Президент Французской Республики
20 декабря 1848 года он принёс присягу на верность республике и конституции и принял власть в свои руки. Первый президент Франции, Бонапарт, до победы Эмманюэля Макрона на выборах президента Франции 7 мая 2017 года, являлся самым молодым из всех, избранных на этот пост: он вступил в должность в возрасте 40 лет. Почти сразу Луи Наполеон перешёл к внешней помпезности, предпочитая носить форму генерала республиканской гвардии вопреки совету Тьера использовать более демократичный сюртук. Однако поначалу Луи Наполеон не смог сформировать устойчивого правительства, раздав посты представителям разных партий, не принадлежавших к бонапартистам. С самого начала между президентом и правительством обозначились трения. Положение осложнялось тем, что по конституции требовались новые выборы в Ассамблею, однако собрание 1848 года распускалось очень медленно. В конце января 1849 года генерал Шангарнье, командующий Национальной гвардией, выступил с инициативой собрать войска вокруг Собрания под предлогом защиты его от возможного народного движения. Давление со стороны Шангарнье, заподозренного с обеих сторон в подготовке военного переворота, подтолкнуло и главу государства, и правительство и депутатов к переговорам и компромиссу.

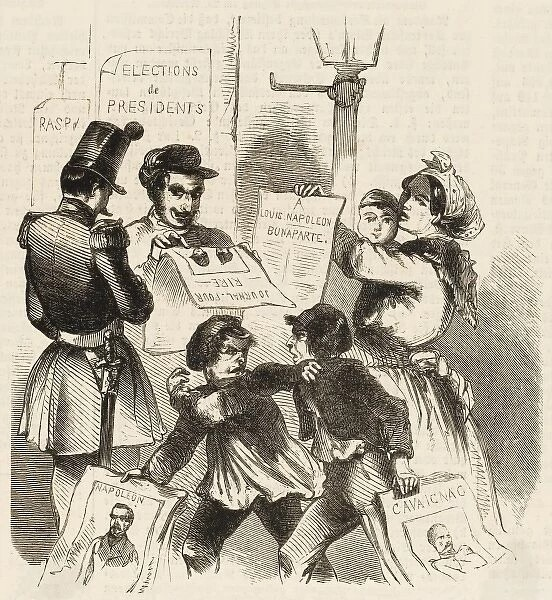
Выборы 1848 года во Франции

В произнесённой им при инаугурации речи, полной неопределённых фраз, Луи Наполеон дал одно ясное и определённое обещание: «считать врагами отечества всех тех, кто будет покушаться изменить незаконными путями установленное всей Францией». Это заявление было далеко не единственным в своём роде. В послании к палате депутатов 12 ноября 1850 года Наполеон заявлял о своём намерении быть непоколебимо верным конституции. В разных речах и посланиях он настаивал на том, что никогда не давал и никогда не даст повода не верить его слову. В министерском совете он однажды прямо заявил, что представитель власти, который решился бы нарушить конституцию, был бы «бесчестным человеком». В речи, произнесённой им в Гаме, он выражал сожаление, что когда-то нарушил законы родины, участвовав в вооружённом мятеже. В разговорах с депутатами и министрами он шёл ещё дальше и называл 18-е брюмера — преступлением, а желание подражать подобному — безумием. Такими заявлениями ему удалось в значительной степени усыпить опасения политических противников. На самом деле, однако, уже довольно давно началась подготовка военного переворота.
Во время смотра 10 октября 1850 года в парижских казармах Сатори кавалерия кричала: «Да здравствует Наполеон, да здравствует император!» Пехота, предупреждённая генералом Неймейером, что по военному уставу в строю обязательно молчание, продефилировала перед президентом молча. Через несколько дней генерал Неймейер был уволен. Главнокомандующий парижским гарнизоном, генерал Шангарнье, дневным приказом, прочитанным по войскам, запретил солдатам какие бы то ни было восклицания в строю. Через несколько месяцев Шангарнье был также уволен. Во время прений по этому поводу в палате Тьер сказал: «Империя уже создана» (l’Empire est fait). Тем не менее палата не приняла никаких мер, чтобы предотвратить переворот. По своему составу в законодательном собрании, избранном в мае 1849 года, в значительной степени преобладала коалиция консервативных республиканцев-католиков и монархистов под названием «Партии порядка», руководимой Тьером. Первое время она довольно энергично поддерживала президента, шедшего по той же дороге. Первое предприятие в иностранной политике, которое оказало влияние на выборы в собрание, имело место в Италии, где в юности Луи Наполеон выступил в патриотическом восстании против австрийцев. Предыдущее правительство послало экспедиционные войска в Рим, чтобы помочь восстановить светскую власть папы Пия IX, которому угрожали войска итальянских республиканцев Мадзини и Гарибальди. Французские войска попали под огонь солдат Гарибальди. Принц-президент, не посоветовавшись со своими министрами, приказал своим солдатам сражаться, если необходимо, в поддержку папы и без соглашения с министрами отправил генералу Никола Удино подкрепление. Это был очень популярный ход среди французских клерикалов, но он привёл в бешенство республиканцев, которые симпатизировали и поддерживали Гарибальди и, в общем, надеялись на скорое объединение Италии в рамках европейской революции революционно-демократическими силами, что могло стать заслугой Франции. 59 депутатов республиканцев потребовали импичмента президента. Чтобы угодить республиканцам, Бонапарт отправил на переговоры устраивавшего Собрание посла Фердинанда Лессепса и попросил папу провести либеральные реформы и утвердить Кодекс Наполеона в Папской области. Отношения же с духовенством были урегулированы новым конкордатом.
Последствия этой военной экспедиции во Франции достигли апогея 13 июня 1849 года, когда после голосования в Собрании, утвердившего увеличение финансирования для военной экспедиции против Римской республики, группа демократических депутатов-социалистов под руководством Александра Ледрю-Роллена, требуют предъявления обвинения Президенту Республики и министерству Одилона Барро, которых они обвиняют в нарушении статьи 5 преамбулы Конституции, согласно которой Республика «не предпринимает никаких войн с целью завоевания и никогда не употребляет свои силы против свободы какого-либо народа».
11 июня 1849 года радикальные либералы и социалисты сделали попытку захватить власть. Республиканская демонстрация, организованная на главных бульварах Парижа, была разогнана войсками генерала Шангарнье. Несколько депутатов-республиканцев затем укрылись в Консерватории искусств и профессий, где решили устроить свою штаб-квартиру и образовать временное правительство. Депутат Ледрю-Роллен заявил, что Луи Наполеон больше не президент и призвал к всеобщему восстанию. Несколько баррикад были построены в рабочих кварталах Парижа. Но Луи-Наполеон действовал быстро, и восстание было недолгим. В Париже было объявлено осадное положение, штаб-квартира восставших была окружена, а лидеры арестованы. Ледрю-Роллен бежал в Англию, Распайль был отправлен в тюрьму, республиканские клубы были запрещены, а их газеты закрыты.
Национальное Собрание, избавленное от либералов, предложило новый закон о выборах от 31 мая 1850 года, который предусматривал цензовые ограничения на универсальное избирательное право для мужчин в виде ограничения оседлости тремя годами проживания в одном месте. Этот новый ценз исключил 3,5 из 9 миллионов французских избирателей, тех слоёв общества, которых лидер партии порядка, Тьер презрительно называл «подлый народ». Закон о выборах был принят 31 мая 1850 года большинством в 433 голоса против 241, поставив Национальное собрание на прямой курс столкновения с принцем-президентом. Луи Наполеон воспользовался возможностью, чтобы порвать с Ассамблеей и консервативными министрами. Он заручился поддержкой армии, совершил поездки по стране, произнося популистские речи, осуждающие Ассамблею, и представил себя в качестве защитника всеобщего избирательного права. Принц-президент потребовал, чтобы закон был изменён, но его предложение предсказуемо провалили в парламенте 355 голосами против 348.
Популистские нападки на реакционеров, всё больше и больше становившиеся неотъемлемой частью видимой политической деятельности Луи-Наполеона, «наглядно» проводимой им в интересах мелкой буржуазии, не могли не усугубить разногласий между президентом и монархическим (орлеанистским и легитимистским) большинством в парламенте, и депутаты стали откровенно тормозить деятельность главы государства. Очень скоро принц столкнулся с неприятными для себя перспективами. В соответствии с Конституцией он должен был уйти в отставку в конце своего срока, поэтому Наполеон искал пути к принятию поправки, позволившей бы ему выдвинуться повторно, утверждая, что четырёх лет было недостаточно, чтобы в полной мере реализовать его политическую и экономическую программу. Он снова пустился гастролировать по стране и получил поддержку со стороны многих региональных правительств и парламентариев. В июле 1851 года Национальная ассамблея проголосовала 446 голосами против 278 в пользу изменения законодательства, которое бы позволило ему получить второй срок полномочий президента, но это было чуть меньше установленного конституцией большинства в две трети голосов, необходимого для принятия поправок. Таким образом, была устранена законная возможность переизбрания его президентом, а жёсткая позиция Тьера не оставляла шансов договориться с членами Ассамблеи. Срок его полномочий истекал в мае 1852 года. Это было одной из побудительных причин, заставивших президента торопиться.

#### Государственный переворот 2 декабря 1851 года
Луи Наполеон, вступая в должность президента, торжественно поклялся быть верным республике и охранять её законы, но как показали дальнейшие события, он по-прежнему вынашивал желание стать императором Франции. В этих стремлениях его поддерживала любовница и финансистка мисс Говард, продавшая своё имущество в Англии и заложившая свои драгоценности, пожертвовав тем самым всем, чем могла. Немаловажным обстоятельством в этом деле стало назначение Огюста де Морни на пост министра внутренних дел. Тот был единоутробным братом Луи Наполеона и был ему полностью лоялен.
Заговорщики отправляли в отставку преданных республике офицеров и генералов. Переворот был назначен на 2 декабря 1851 года (годовщина коронации Наполеона I в 1804 году и Аустерлицкой битвы в 1805 — ставшей одной из самых знаменитых побед в истории Франции).
Войска заняли здания Законодательного собрания и других правительственных учреждений. Декретом президента республики Луи Наполеона Бонапарта, Собрание было распущено, а большинство его депутатов полицейские арестовали и увезли в тюрьму. Восстания, поднятые в Париже и в некоторых других регионах сторонниками республики, были беспощадно подавлены. Вся власть оказалась в руках Луи Наполеона. По улицам были расклеены прокламации, в которых президент просил народ на плебисците расширить его полномочия и дать больше власти, чтобы спасти страну. Принятая таким образом 14 января 1852 года новая конституция давала Наполеону почти монархическую власть.

### Император Франции

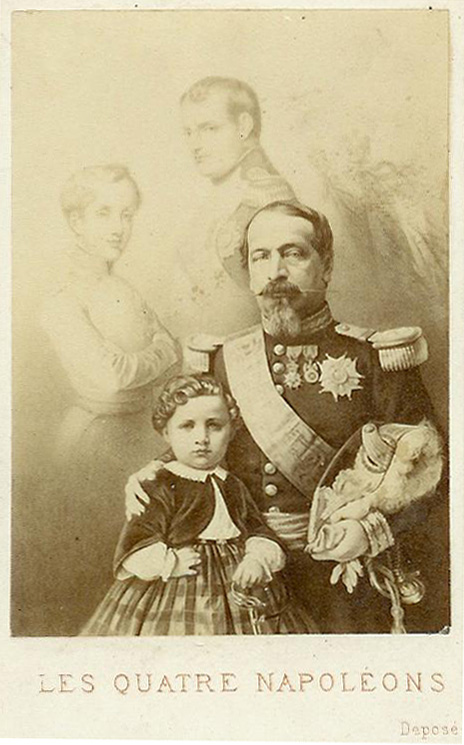
Четыре Наполеона. Пропагандистский монтаж времён Второй империи

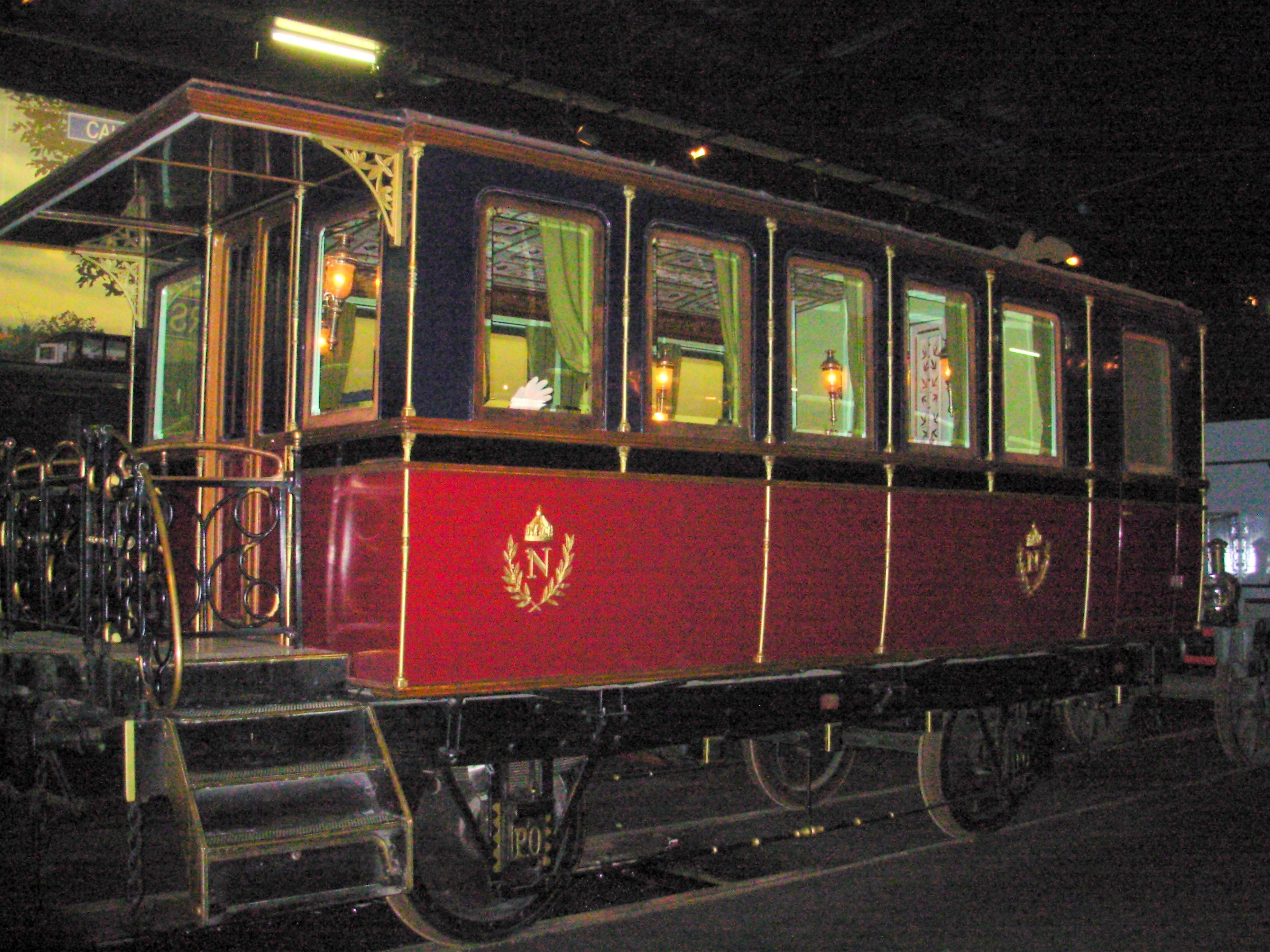
Императорский вагон Наполеона с монограммами на бортах

Во время путешествия президента по Франции было подстроено достаточное количество демонстраций в пользу восстановления империи; президент сам в своих речах многократно намекал на её желательность. «Говорят, что империя поведёт за собой войну. Нет! Империя — это мир!» — говорил он в Бордо. Побуждаемый этими демонстрациями, сенат 7 ноября 1852 года высказался за обращение Франции в наследственную империю, а 22 ноября соответственное изменение конституции было санкционировано плебисцитом; за него было подано 7 800 000 голосов. 2 декабря 1852 года президент был провозглашён императором французов под именем Наполеона III — бонапартистская традиция учитывала 12 дней, которые де-юре парижские органы власти считали императором малолетнего сына Наполеона I. Его цивильный лист был определён в размере 25 млн франков. Европейские державы немедленно признали новую империю; только Российская империя несколько замедлила со своим признанием, и Николай I отказал новому императору в обычном титуле «Monsieur mon frère» («Господин брат мой»).
Дипломатическая неучтивость российского императора, иногда чрезмерно преувеличиваемая в публицистике как веская причина вступления Франции в Крымскую войну, вовсе не была единственным проявлением настороженности к скороспелому французскому императору среди монарших домов Европы. Попытка брака с принцессой из владетельного или хотя бы сравнительно высокородного дома не удалась. Мисс Говард, которая помогла Луи стать президентом, а затем императором, по своему положению не могла теперь составить пару императору, поэтому делать ей предложение не было смысла. Наполеон посватался к нескольким принцессам: Кароле Шведской, дочери кронпринца Густава Шведского, Адельгейде Гогенлоэ-Лангенбургской, приходившейся племянницей по материнской линии королеве Виктории. Ни королева Великобритании (где окружение Луи Наполеона британские газеты описывали как состоящее «из паразитов, сводников и проституток»), ни даже сын свергнутого шведского короля (для которого такой брак мог иметь большие политические перспективы) не захотели выдавать девушек из своих семей за императора, имевшего уже несколько внебрачных детей (помимо двоих сыновей от Элеоноры Верго, Луи Наполеону приписывали отцовство ещё трёх сыновей). Не найдя отклика своим матримониальным планам, 30 января 1853 года Наполеон III женился на Евгении де Монтихо, графине Теба, которой увлёкся ещё четырьмя годами ранее. Большинство наблюдателей сочли брак вынужденным в свете обстоятельств, когда император нуждался в упрочении своего положения и рождении наследника, однако хорошо знавший Луи Наполеона Александр Дюма-сын утверждал, что женитьба стала «торжеством любви над предубеждением, красоты над традицией, чувства над политикой». Воспитанная в строгих правилах христианской морали, истовая католичка, императрица Евгения очень скоро разочаровала мужа, оказавшись достаточно равнодушной к интимной жизни. Она искренне считала своим единственным долгом рождение наследника престола, что и случилось — 16 марта 1856 года на свет появился принц Империи Наполеон Эжен. После этого она фактически отстранилась от выполнения супружеского долга. Наполеон, однако, придерживался иного мнения и в браке намеревался оставаться свободным. Это с самого начала осложнило отношения между супругами, однако мужественно вынося измены мужа, Евгения впоследствии добилась от него подчёркнутого уважения и обрела определённое влияние на него. По мере ухудшения здоровья Наполеон все более внимательно прислушивался к её мнению при решении государственных дел. В целом придерживаясь легитимистских взглядов, императрица Евгения сплачивала бонапартистов консервативной направленности, чем немало тревожила и досаждала сподвижникам императора, придерживавшихся прогрессивных взглядов.
До сих пор Луи-Наполеону всё удавалось, его способности оказывались совершенно достаточными, чтобы ловко играть на противоречиях политических партий, удачно пользоваться ошибками врагов и, основываясь на блеске своего имени, искусно плести подковёрные интриги. Но этих способностей оказалось недостаточно, когда явилась необходимость единолично управлять таким государством, как Франция. Новоиспечённый император не обнаружил ни военного, ни административного гения своего дяди; Бисмарк впоследствии не без основания называл его «непризнанной, но крупной бездарностью». Впрочем, в первое десятилетие внешние обстоятельства складывались для Наполеона III чрезвычайно благоприятно.

### Внешняя политика

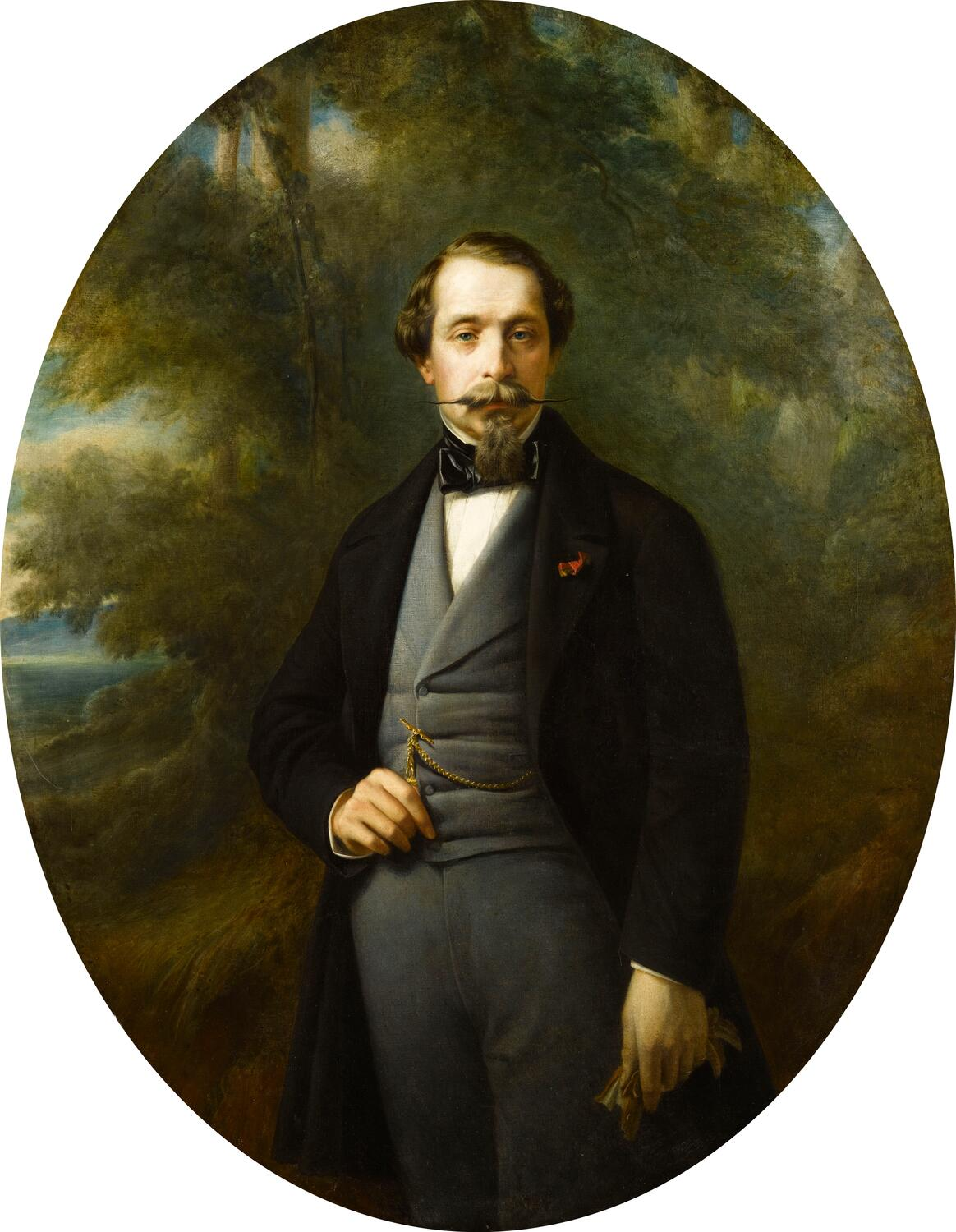
Портрет работы Франца Винтергальтера. 1867

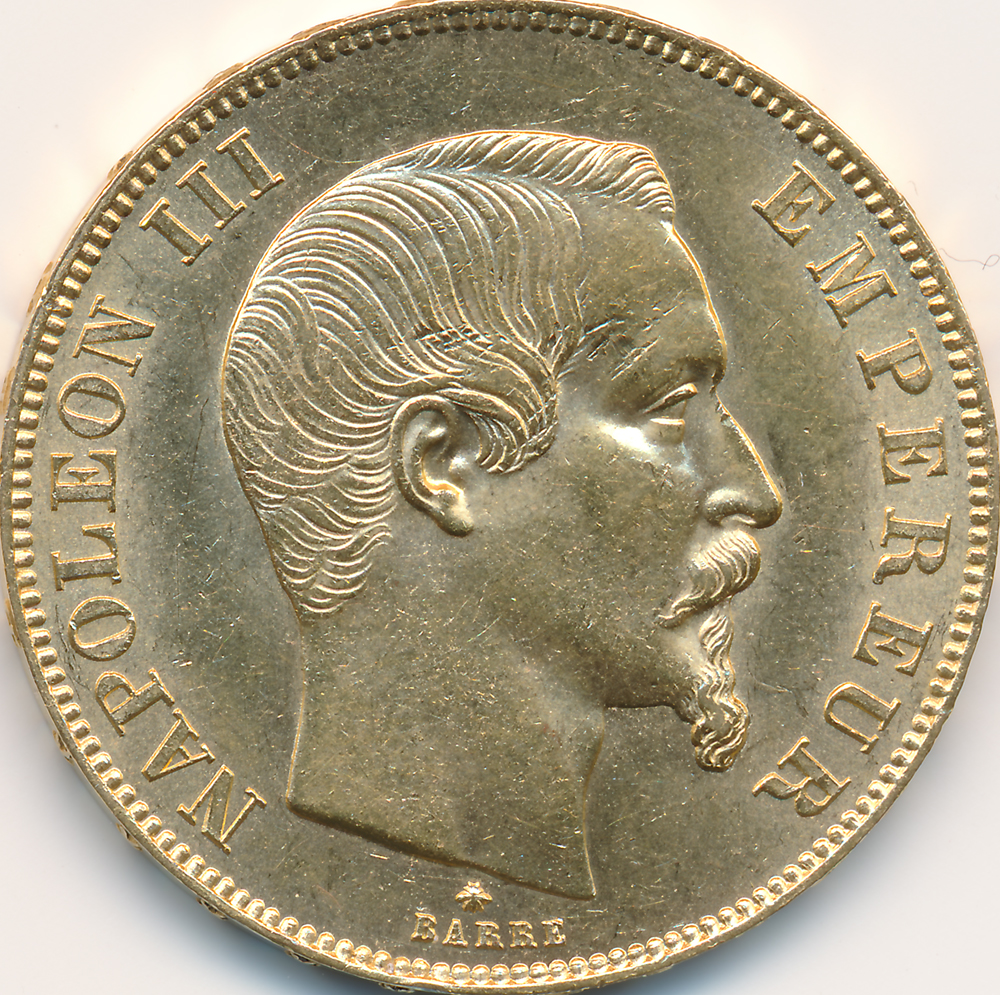
50 франков, золото, 1859 год.

Успех в Крымской войне существенно увеличил престиж и влияние Наполеона III. В 1855 году он совершил с императрицей Евгенией поездку в Лондон, где в его честь был проведён блестящий приём. В том же году Париж посетили короли Сардинии и Португалии и королева Англии.
Своеобразна была итальянская политика Наполеона III. Он поддерживал объединение Апеннинского полуострова, но с условием, что объединение будет реализовываться консервативно-монархическими силами, а не либералами и республиканцами. Так как эти стремления тормозили ход объединения, итальянские революционеры смотрели на Наполеона III с особенной ненавистью. Три покушения на его жизнь были организованы именно итальянцами: первое — Пианори (28 апреля 1855), второе — Белламаре (8 сентября 1855), последнее — Орсини (14 января 1858).
В 1859 году Наполеон III начал войну с Австрией, результатом которой для Франции было присоединение к ней Ниццы и Савойи. Успех создал Франции первенствующее положение среди европейских держав. В то же время оказались удачными экспедиции Франции в Китае (1857—1860), Японии (1858), Аннаме (1858—1862) и, для защиты местных христиан от друзов, в Сирии (1860—1861).
Однако уже в 1860-х годах для Франции начался период неудач. В 1861 году Наполеон III предпринял военную интервенцию в Мексику, явившуюся подражанием египетской экспедиции Наполеона I с целью заполучить дешёвые военные лавры. Экспедиция потерпела фиаско в битве при Пуэбле, нанеся существенный урон репутации Франции и в первую очередь её военной славе. Наполеон III, решивший продолжать агрессивную политику в отношении Мексики, послал туда вторую экспедицию. Добившись успеха и установив Вторую Мексиканскую империю, державшуюся почти исключительно на французских штыках, Наполеон в некоторой мере восстановил престиж своей армии, однако французские войска, столкнувшись с решительным сопротивлением мексиканцев, были вынуждены эвакуироваться из Мексики, оставив посаженного ими на мексиканский трон императора Максимилиана беззащитным от мести республиканцев.
В 1863 году попытка Наполеона III организовать вмешательство европейских держав для поддержки восставшей Польши не удалась. Лондон и Париж не смогли согласовать никаких совместных действий, однако это вызвало сильное негодование в Санкт-Петербурге, серьёзно повредив русско-французским отношениям.
В 1864 году Франция не использовала возможность кризиса Датской войны (что совпало с ухудшением здоровья императора) побоявшись войны с объединёнными силами Пруссии и Австрии.
В августе 1866 года император из-за приступа мочекаменной болезни не смог оценить стратегического значения для Франции конфликта между Пруссией и Австрией и допустил блестящую победу Пруссии, не успев предпринять никаких активных военных или дипломатических действий, чтобы как-то повлиять на ситуацию. Этот крупный промах Наполеона III значительно усилил опасного соседа Франции и соответственно ослабил последнюю.
Параллельно с дипломатическими и военными неудачами у императора начались проблемы со здоровьем — сказывалось тюремное заключение в Гаме и многочисленные беспорядочные связи. Начались хронические боли в конечностях, перешедшие в ревматизм, проявлявшийся на свежем и прохладном воздухе — как результат, он жил и работал в перегретых помещениях и офисах, что не способствовало хорошему самочувствию, учитывая привычку курить сигары. Уже в 1856 году английский врач Роберт Фергюссон, осматривавший императора, писал в Лондон в донесении правительству, что император «нервно истощён». Для поправки здоровья Луи-Наполеон ездил в 1857 и 1858 годах лечится на воды в Пломбьер в Вогезах, с 1861 года в полюбившиеся ему Биариц и на горячие источники в Виши, положив начало его бурному развитию как курортного города. Уже к 1863 году ему было трудно сидеть на лошади. К концу десятилетия ему стало трудно передвигаться, он уже не мог сесть на лошадь, даже с посторонней помощью, и ходил по помещениям Тюильри медленно, нередко с тростью.

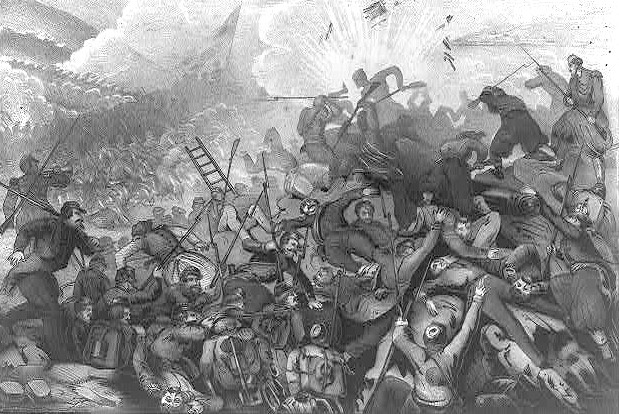
Крымская война. Штурм Малахова кургана французскими зуавами

В 1867 году Наполеон III попытался дать удовлетворение оскорблённому общественному мнению Франции покупкой у короля Нидерландов великого герцогства Люксембургского, но преждевременное разглашение его проекта и угроза со стороны Пруссии заставили его отказаться от этого плана.

### Внутренняя политика
Неудачи во внешней политике отразились и на политике внутренней. Получивший власть благодаря содействию клерикальных и реакционных элементов, Наполеон III с самого начала должен был отказаться от всех своих социалистических и демократических мечтаний. Строго монархическая конституция в стране, пережившей несколько революций и знакомой с более свободными порядками, могла держаться, опираясь только на суровый полицейский гнёт: печать была подвергнута режиму предостережений, суды были орудием исполнительной власти, парламентские выборы производились под сильным давлением администрации (см. Вторая империя).

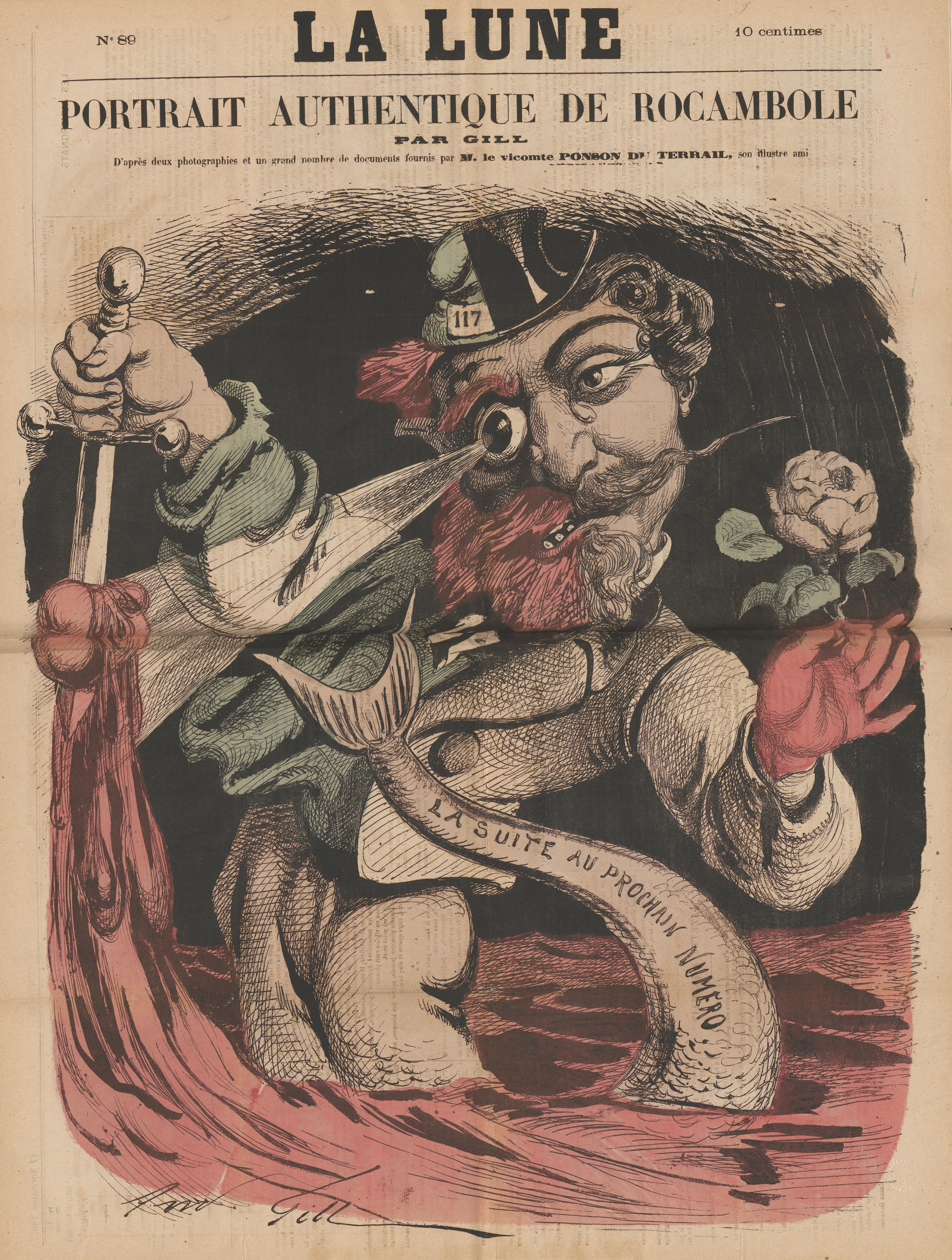
Наполеон III в образе Рокамболя. Карикатура Андре Жилля 1867 года

Однако с начала своего правления Наполеон III проводил серию осторожных социальных реформ, направленных на улучшение жизни рабочего класса. По его инициативе и при его поддержке в Париже открылись две бесплатные больницы для бедных, была осуществлена программа предоставления юридической помощи малоимущим. Строительные компании и банки, осуществляющие и финансировавшие строительство недорого жилья, получили от правительства субсидии. Император смягчил практику ведения трудовых книжек и рекомендательных писем, необходимых для поступления на новое место работы — до 1860-х годов отрицательные характеристики работодателей могли помешать в трудоустройстве французским рабочим. В 1864 году был отменён запрет на забастовки, действовавший с 1810 года, а также статью 1781-ю Кодекса Наполеона, по которой заявления работодателя в суде пользовались преимуществом над любым заявлением работников. В 1866 году в тронной речи император призвал создать государственный страховой фонд, чтобы помочь рабочим и крестьянам, которые стали инвалидами, и их вдовам и семьям. Тогда же был издан «Указ о толерантности», который дал фабричным рабочим право на начальную трудовую организацию. Был ограничен детский труд, утверждён выходной день воскресение и перечень праздничных выходных дней. Чтобы облегчить продуктовое обеспечение рабочих, Наполеон III объявил награду тому, кто найдёт дешёвый заменитель масла. Приз выиграл французский химик Ипполит Меж-Моури, который в 1869 году запатентовал продукт, который он назвал олеомаргарином, позже укороченным до простого маргарина.
В области школьного образования Наполеон и его жена, вопреки их внешне католической ориентации, покровительствовали развитию светского образования и, в частности, женских школ. Назначенный императором на пост министра просвещения педагог и историк Жан Виктор Дюрюи преобразовал французскую систему обучения в 1863-1869 годах: расширилось бесплатное начальное образование, в начальных школах были введены обязательные курсы истории и географии и открыты 15 000 библиотек; было создано специальное среднее образование (enseignement secondaire special), а в программу средних школ введены новые языки, гимнастика и возвращено преподавание философии, ранее запрещённое Июльской монархией по просьбе церкви. Если в 1852 году почти 40 % молодых людей призывного возраста были неграмотными, то в 1869 году только 25 %. Общее число неграмотных детей снизилось до 32 %. В 1861 году первая француженка — журналистка Жюли-Виктория Дауби — получила диплом в университете Лиона. По инициативе Дюрюи Наполеон III выдал университетские привилегии и основал новые факультеты в Марселе, Дуэ, Нанси, Клермон-Ферране и Пуатье и поддержал открытие сети научно-исследовательских институтов высших учебных заведений в области наук, истории и экономики. Все эти меры, однако, подверглись критике со стороны католической церкви и клерикалов, терявших влияние на образование, и ещё больше лишали императора поддержки церкви.
Непродуманные последствия во внешней политике приводили к тому, что властям Империи во внутренних делах приходилось лавировать между интересами различных социальных групп, что получило самостоятельное наименование — «бонапартизм». Крупномасштабная программа общественных работ Наполеона и его дорогостоящая внешняя политика создали быстро растущие государственные долги; годовой дефицит составлял около 100 миллионов золотых франков, а совокупный долг достиг почти миллиарда золотых франков. На проведение необходимых социальных реформ (введение страхования и пенсий) денег просто не хватало. Особенно в глазах общественного мнения Наполеону повредило тарифное соглашение с Великобританией (Договор Кобдена — Шевалье), которое он принял в феврале 1860 года явочным порядком вопреки просьбам французских предпринимателей и не советуясь с Законодательным корпусом. Выгодное в перспективе и необходимое для структурной модернизации экономики страны, на практике соглашение о свободной торговле привело к тому, что английские товары закономерно потеснили на французском рынке собственную продукцию, значительное число компаний и предприятий разорились, увеличилась безработица и выросли цены.

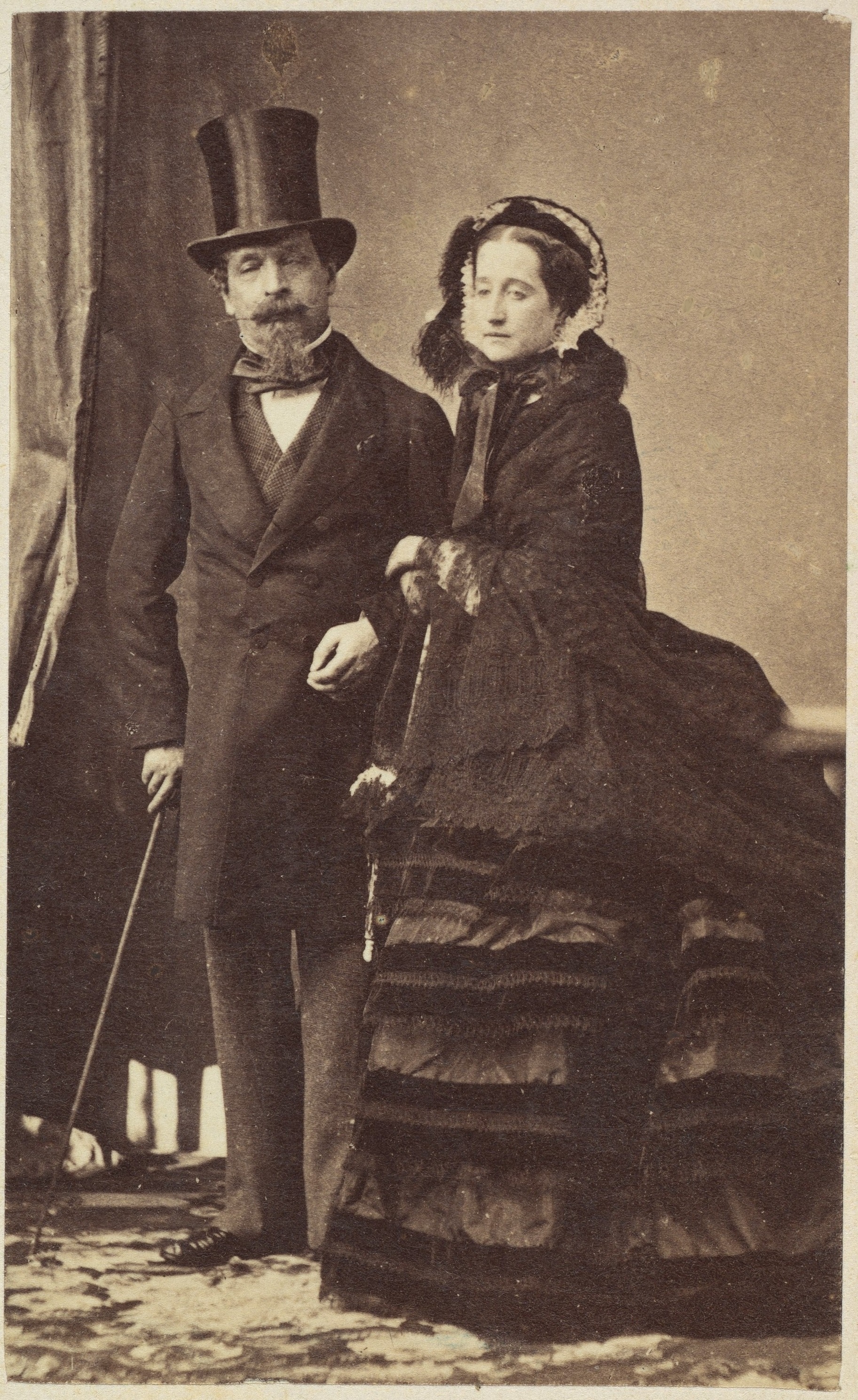
1865. Наполеон III Бонапарт и императрица Франции Евгения.

Некоторую уступку общественному мнению пришлось сделать уже в 1860 году, когда декретом 12 ноября законодательному корпусу было возвращено право адреса на тронную речь и объяснения от имени правительства стали давать палатам министры (а не одни только члены государственного совета). В 1867 году палатам дано было право интерпелляции, в 1868 году состоялся новый, более либеральный закон о печати. Усиление оппозиции на выборах 1869 года повлекло за собой новые уступки со стороны Наполеона III, а 2 января 1870 года было образовано либеральное министерство Оливье, которое должно было реформировать конституцию, восстановив ответственность министров и расширив пределы власти законодательного собрания. В мае 1870 года выработанный министерством проект был одобрен плебисцитом, но он не успел вступить в силу.
К 1870 году состояние здоровья Наполеона ухудшилось ещё больше, что пагубно сказывалось на ясности его ума, принятии решений и оперативной координации действий правительства. С 1869 года ставшие хроническими приступы болезни мочевыводящих путей лечили с использованием опиатов, которые влияли на физическое состояние, сделав Луи Наполеона вялым, сонным и безразличным, что можно видеть на портретах и фотографиях того периода. Его почерк стал трудно читаем, а голос ещё больше слаб. Весной 1870 года он посетил старого друга из Англии, лорда Малмсбери. Малмсбери нашёл его «ужасно изменившимся и очень болезненным». Проблемы со здоровьем императора намеренно засекречивались правительством, опасавшимся, что если его состояние станет достоянием общественности, оппозиция будет требовать его отречения.
По мнению окружения Наполеона III, канализировать недовольство общественности и спасти власть в этой ситуации могла только победоносная война.
В конце июня 1870 года специалист по болезням мочевыводящих путей Жермен Сэи был, наконец, вызван для его осмотра. Сэи сообщил, что император страдает от жёлчных камней. 2 июля консилиум из четырёх именитых французских врачей, Нелатона, Рикора, Фовеля и Корвисарта, осмотрел его и подтвердил диагноз. Вопрос об операции обсуждался долго, с колебаниями, из-за высокого риска (желчнокаменные операции не были относительно безопасными до 1880 года) и общей слабости организма, но так и не был окончательно решён в правление Наполеона.

### Война с Пруссией, плен и низложение

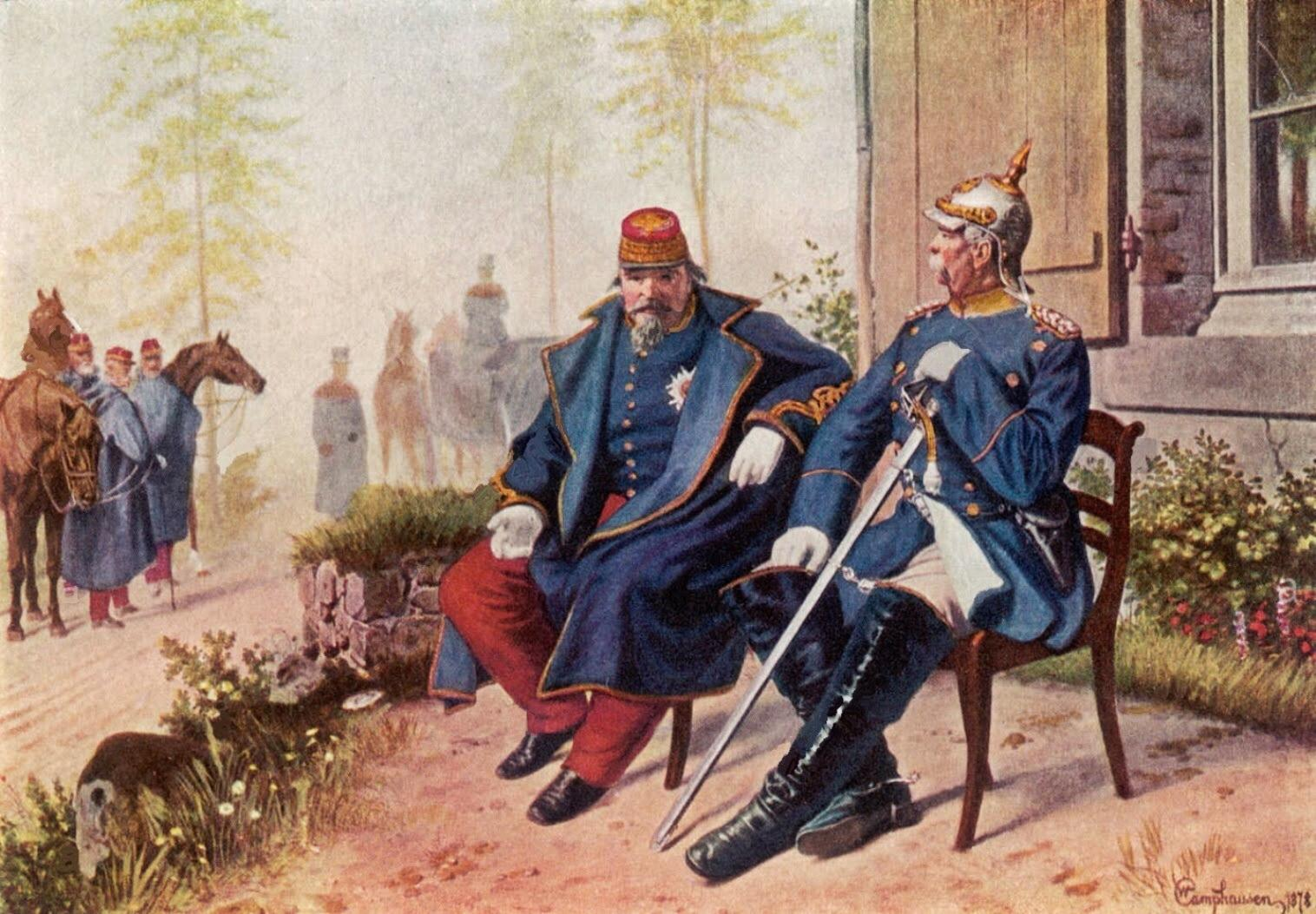
Наполеон III в плену у Бисмарка в 1870 году (картина Вильгельма Кампхаузена)

Летом 1870 в отношениях Франции и Пруссии начались осложнения. Под влиянием своего окружения, заявлявшего о полной готовности к войне (по словам военного министра «мы готовы до последней пуговицы на гетрах»), отчасти под влиянием императрицы, но более всего под влиянием обманчивой первоначальной уступчивости Пруссии в испанском вопросе, Наполеон III, уверенный в военном могуществе Франции и надеявшийся победой загладить все ошибки своей политики, действовал чрезвычайно вызывающим образом и довёл дело до войны. Война проявила всю непрочность того государственного и общественного строя, который был создан его политикой. Несмотря на то, что именно Франция была инициатором войны и объявление войны последовало от неё, французская армия оказалась неспособной к наступлению и не смогла помешать вторжению армий Пруссии и её союзников во Францию. Последняя стала терпеть одно поражение за другим. Во время битвы под Седаном Наполеон III вынужден был сдаться неприятелю, после того как ему, по его словам, «не удалось найти смерть». 2 сентября Наполеон III отправился в назначенный ему Вильгельмом I для жительства дворец Вильгельмсхёэ.
Через день после сдачи Наполеона III в плен в Париже началась Сентябрьская революция, свергнувшая правительство императора.

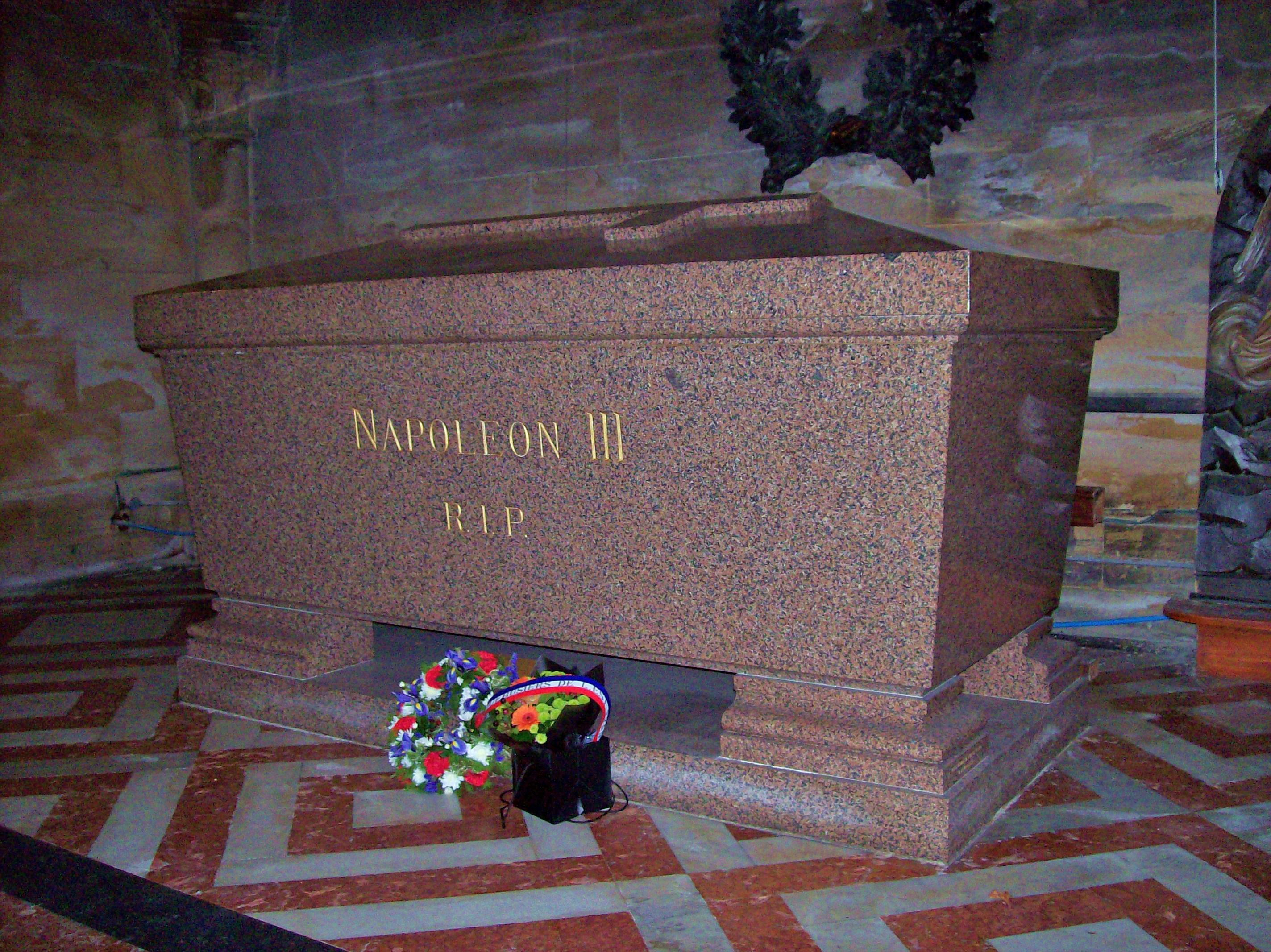
Могила

Освобождённый из плена после заключения мира, он уехал в Англию, в Чизлхёрст, опубликовав протест против постановления бордосского национального собрания о его низвержении. В Чизлхёрсте, в бывшем особняке известного историка тюдоровской эпохи Уильяма Кемдена, он провёл остаток жизни и умер после сделанной доктором Томпсоном операции дробления камней почек 9 января 1873 года, но не от хирургической операции, как было доказано патологоанатомическим исследованием, а от уремии. Последними словами, сказанными в бреду слуге, были: «Мы ведь не струсили, не струсили тогда при Седане?» Тело было захоронено в крипте аббатства Св. Михаила в Фарнборо (позже там были похоронены его сын и жена).
От императрицы Евгении у него был один ребёнок, Наполеон Эжен, после кончины отца провозглашённый бонапартистами Наполеоном IV, но в 1879 году 23-летний принц, состоявший на британской службе, погиб в Южной Африке в стычке с зулусами.
В 1880 году императрица Евгения купила дом в Фарнборо. Сокрушённая потерей мужа и сына, она превратила аббатство Св. Михаила в монастырь и имперский мавзолей.

### Сочинения

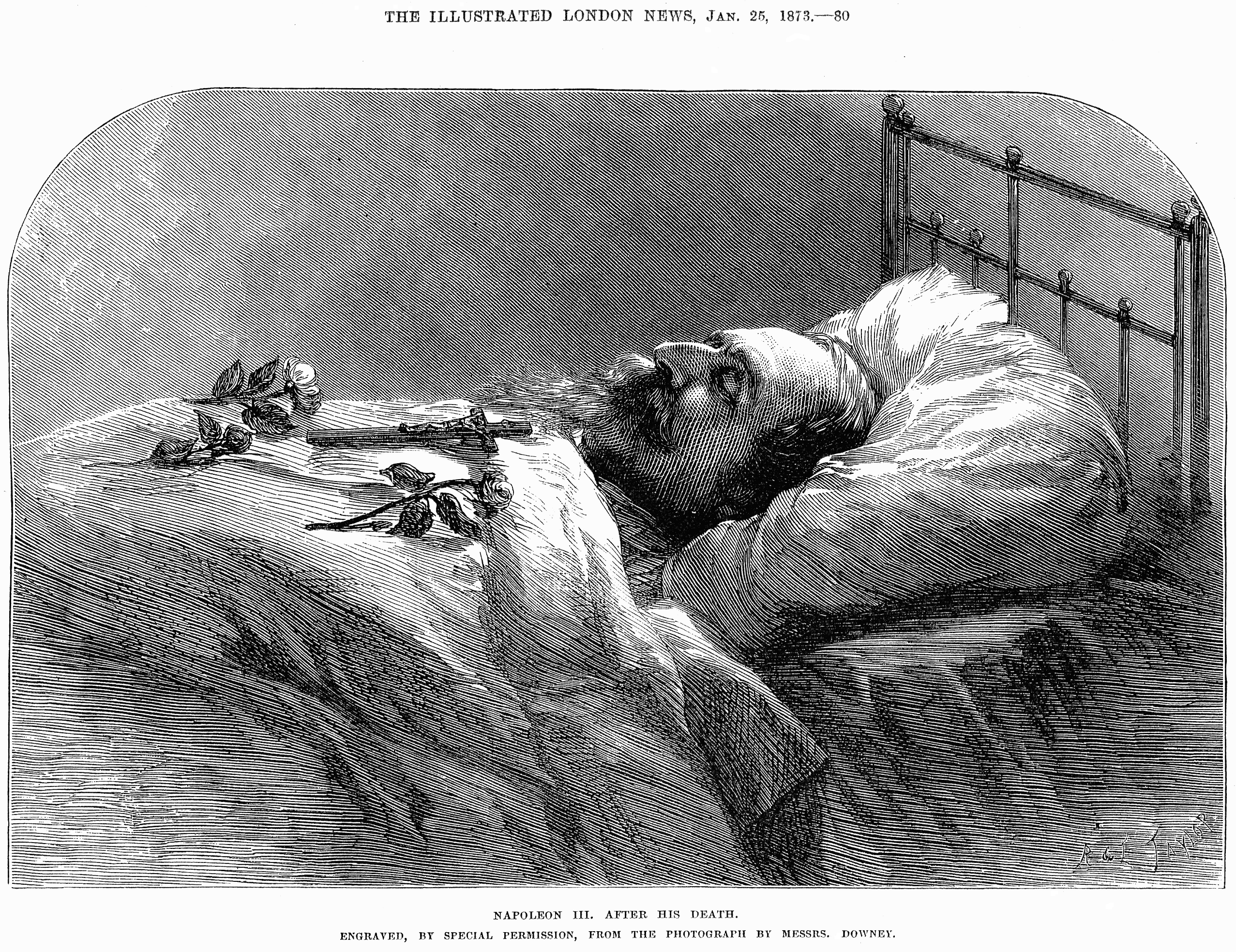
Наполеон III на смертном одре. Гравюра из журнала Illustrated London News Jan по фотографии

Все сочинения Наполеона III, опубликованные им до 1869, а также многие его речи, послания и письма, за исключением, конечно, могущих его скомпрометировать, собраны им в «Oeuvres de Napoleon III» («Сочинения Наполеона III») (Париж, 1854—1869). В это собрание не вошла только «Histoire de Jules César» («История Юлия Цезаря») (Париж, 1865—1866; русский перевод СПб., 1865—1866), непосредственным помощником в написании которой был Луи Мори. Книга эта свидетельствует о серьёзном изучении римской истории, написана живо, изящным языком, не без некоторых признаков художественного таланта, но чрезвычайно тенденциозно; восхваляя Цезаря, Наполеон III явно оправдывал самого себя. Автор ставит себе целью «доказать, что провидение создаёт таких людей, как Юлий Цезарь, Карл Великий, Наполеон I, с целью проложить народам путь, которым они должны следовать, запечатлеть их гением новую эру и в несколько лет завершить работу столетий». «Цезарь, как глава народной партии, чувствовал, что за ним стоит великое дело; оно его толкало вперёд и обязывало победить, невзирая на легальность, обвинения врагов и неизвестный суд потомства. Римское общество требовало властителя, угнетённая Италия — представителя своих прав, мир, согбенный под ярмом, — спасителя». Из последующих сочинений Наполеона III имеет значение «Forces militaires de la France» («Вооружённые силы Франции») (1872). После смерти Наполеона III вышли в свет «Oeuvres posthumes, autographes inédits de N. III en exil» («Посмертные сочинения, неопубликованные автографы Н. III в ссылке») (П., 1873).

### Генеалогия
```
Карло Буонапарте
 (1746—1785) 
│
├──> 
Жозеф Бонапарт
 (1768—1844) — первенец Карло
│    и Летиции Буонапарте, старший брат Наполеона I. Король Неаполитанский. Король Испании   
│
├──> 
Наполеон I
 (1769—1821)
│    │
│    └──> 
Наполеон II
 (1811—1832)
│
├──> 
Люсьен Бонапарт
 (1775—1840), принц Канино
│    третий из выживших сыновей Карло и Летиции Буонапарте.
│
├──> 
Людовик Бонапарт
 (1778—1846), король Голландии; брат Наполеона.  
│    │
│    └──> 
Наполеон Шарль Бонапарт
[англ.]

│    │    (10 ноября 1802—1807), королевский принц Голландии.  
│    └──> 
Наполеон Людовик Бонапарт
 (1804—1831), стал
│    │    королевским принцем Голландии после смерти брата, в 1810 несколько дней
│    │    считался королём Голландии Людовиком II.  
│    │
│    └──> 
Наполеон III
 (1808—1873)
│         │
│         └──> 
Наполеон IV
 (16 марта 1856 — 1 июня 1879) принц империи
│               и сын Франции, был единственным ребёнком Наполеона III и 
│               императрицы Евгении Монтихо.
└──> 
Жером Бонапарт
 (1784—1860), король Вестфалии.
     │
     └──> 
Плон-Плон
 (1822—1891), принц Империи.
          │     
          └──> 
Наполеон V
 (1862—1926), принц Империи.
```

## Образ в культуре и искусстве
Ещё при жизни Наполеон III стал предметом многочисленных насмешек. Так, от Виктора Гюго он получил прозвище «Бадингет». Это прозвище происходит от имени рабочего, в чью одежду он облачился во время побега из форта Хэм в 1846 году, где он провёл в общей сложности около 6 лет. Но это прозвище было не единственным и по Франции начали ходить многочисленные презрительные анекдоты про императора.
В итоге все эти уничижительные истории нашли воплощение во французской популярной песне 1871 года под названием «Le Sire de Fisch Ton Kan», которая представляет собой сатиру на Наполеона III и всю императорскую семью в целом.

## В кино
- В фильме «Бисмарк» (1940) — Вальтер Франк.
- В сериале «Любовь императора» (2003) — Леонид Ниценко.
- В сериале «Императрица Сисси» (2009) — Эрвин Штайнхауэр.
- В фильме «Людвиг Баварский» (нем. Ludwig II.) (2012) — Кристоф Малавуа.

## Награды
- Орден Почётного легиона, большой крест (1848)
- Воинская медаль
- Медаль Святой Елены
- Медаль Итальянской кампании 1859 года
- Медаль в память о Мексиканской экспедиции
- Королевский венгерский орден Святого Стефана, большой крест (Австрия, 1854)
- Орден Святого Губерта (Королевство Бавария, 22.09.1853)
- Орден Верности, большой крест (Великое герцогство Баден, 17.04.1856)
- Орден Церингенского льва, большой крест (Великое герцогство Баден, 17.04.1856)
- Орден Леопольда I, большой крест (Бельгия, 15.02.1854)
- Орден Южного Креста, большой крест (Бразилия, 23.03.1853)
- Орден Подвязки (Великобритания, 18.04.1855)
- Медаль Альберта (Великобритания, 1865)
- Орден Вюртембергской короны (Королевство Вюртемберг, 1856)
- Орден Святого Георгия (Королевство Ганновер, 1860)
- Орден Людвига, большой крест (Великое герцогство Гессен)
- Орден Золотого льва (Гессен-Кассель, 10.01.1858)
- Орден Единства (Королевство Голландия)
- Орден Святой Розы и цивилизации (Гондурас, 1868)
- Орден Спасителя, большой крест (Греция, 1863)
- Орден Слона (Дания, 02.08.1855)
- Орден Золотого руна (Испания, 17.09.1850)
- Орден Камбоджи, большой крест (Камбоджа)
- Орден Богоматери Гваделупской[итал.], большой крест (Мексика, 12.01.1854)
- Императорский орден Мексиканского орла (Мексиканская империя, 01.01.1865)
- Орден Святого Карла, большой крест (Монако, 1869)
- Орден Золотого льва Нассау (Герцогство Нассау, 02.05.1858)
- Военный орден Вильгельма, большой крест (Нидерланды, 13.09.1855)
- Орден Святого Фердинанда и Заслуг, большой крест (Королевство обеих Сицилий, 1854)
- Орден Льва и Солнца, большой крест (Персия, 1856)
- Тройной орден (Португалия, 07.10.1854)
- Орден Башни и Меча, большой крест (Португалия, 03.08.1852)
- Орден Чёрного орла (Пруссия, 08.06.1856)
- Орден Красного орла 1-го класса (Пруссия, 08.06.1856)
- Орден Святого апостола Андрея Первозванного (Россия, 11.06(30.05).1856)
- Орден Святого Александра Невского (Россия, 11.06 (30.05).1856)
- Орден Белого орла (Россия, 11.06 (30.05).1856)
- Орден Святой Анны 1-й степени (Россия, 11.06 (30.05).1856)
- Орден Саксен-Эрнестинского дома, большой крест (Герцогства Саксен-Альтенбург, Саксен-Кобург-Гота, Саксен-Мейнинген, 01.03.1854)
- Орден Белого сокола (Великое герцогство Саксен-Веймар-Эйзенах, 14.11.1860)
- Орден Рутовой короны, большой крест (Королевство Саксония)
- Высший орден Святого Благовещения (Сардинское королевство, 13.07.1849)
- Савойский военный орден, большой крест (Сардинское королевство, 28.09.1855)
- Золотая медаль «За воинскую доблесть» (Сардинское королевство, 04.06.1859)
- Орден Пия IX, большой крест с цепью (Святой Престол, 1849)
- Орден Святого Иосифа, большой крест (Великое герцогство Тосканское, 1850)
- Орден Славы, большая лента (Тунис, 17.09.1860)
- Орден Крови (Тунис)
- Орден Меджидие 1-го класса (Турция, 1855)
- Орден Османие 1-го класса (Турция, 1862)
- Орден Серафимов (Швеция, 10.10.1855)
- Орден Меча, большой крест (Швеция, 26.08.1861)